# Seznam německých názvů obcí a osad v Česku, Ž
Tento seznam obsahuje německé názvy (exonyma) českých obcí začínajících na písmeno Ž.
Tento seznam by měl sloužit pro orientaci v starých písemných pramenech, mapách atd., nikoliv pro překlad českých názvů měst do němčiny. Většina z těchto německých názvů by při použití v současnosti byla nesrozumitelná.
| Český název              | Historická země | Okres               | Německý název                   | Poznámka                                     |
| ------------------------ | --------------- | ------------------- | ------------------------------- | -------------------------------------------- |
| Žabčice                  | Morava          | Brno-venkov         | Schabschitz                     |                                              |
| Žabeň                    | Morava          | Frýdek-Místek       | Schaben                         |                                              |
| Žabokliky                | Čechy           | Louny               | Schaboglück                     |                                              |
| Žabokrky                 | Čechy           | Náchod              | Froschhals                      |                                              |
| Žabonosy                 | Čechy           | Kolín               | Schabonos                       |                                              |
| Žabovřesky               | Čechy           | Benešov             | Schaborschesk                   |                                              |
| Žabovřesky               | Morava          | Brno-město          | Sebrowitz                       |                                              |
| Žabovřesky               | Čechy           | České Budějovice    | Schabowres                      |                                              |
| Žabovřesky nad Ohří      | Čechy           | Litoměřice          | Schaborschesk                   |                                              |
| Žacléř                   | Čechy           | Trutnov             | Schatzlar                       |                                              |
| Žádlovice                | Morava          | Šumperk             | Schadlowitz                     |                                              |
| Žádovice                 | Morava          | Hodonín             | Schadowitz                      |                                              |
| Žákava                   | Čechy           | Plzeň-jih           | Schakau                         |                                              |
| Žákovec                  | Čechy           | Rychnov nad Kněžnou | Schakowetz                      | osada vesnice Kamenice u Dobrého             |
| Žákovice                 | Morava          | Přerov              | Schakowitz                      |                                              |
| Žáky                     | Čechy           | Kutná Hora          | Schak                           |                                              |
| Žalany                   | Čechy           | Teplice             | Schallan                        |                                              |
| Žalhostice               | Čechy           | Litoměřice          | Tschalositz                     |                                              |
| Žalkovice                | Morava          | Kroměříž            | Schalkowitz                     |                                              |
| Žalmanov                 | Čechy           | Karlovy Vary        | Solmus                          |                                              |
| Žaltice                  | Čechy           | Český Krumlov       | Zaltitz                         |                                              |
| Žalov                    | Čechy           | Praha-západ         | Schalow                         |                                              |
| Žamberk                  | Čechy           | Ústí nad Orlicí     | Senftenberg                     |                                              |
| Žampach                  | Čechy           | Praha-západ         | Pochmühle                       | u Jílového                                   |
| Žampach                  | Čechy           | Praha-západ         | Pochmühle                       | u Kamenného Přívozu                          |
| Žampach                  | Čechy           | Ústí nad Orlicí     | Sandbach                        |                                              |
| Žandov                   | Čechy           | Česká Lípa          | Sandau                          |                                              |
| Žandov                   | Čechy           | Kutná Hora          | Schandau                        |                                              |
| Žandov                   | Čechy           | Ústí nad Labem      | Schanda                         |                                              |
| Žantov                   | Čechy           | Hradec Králové      | Schantow                        |                                              |
| Žantov                   | Čechy           | Mladá Boleslav      | Schantow                        |                                              |
| Žár                      | Čechy           | České Budějovice    | Sohors                          |                                              |
| Žár                      | Čechy           | Prachatice          | Schar                           |                                              |
| Žáravice                 | Čechy           | Pardubice           | Scharawitz                      |                                              |
| Žarošice                 | Morava          | Hodonín             | Scharoschitz                    |                                              |
| Žárovice                 | Morava          | Prostějov           | Scherowitz                      |                                              |
| Žárovná                  | Čechy           | Prachatice          | Scharowna                       |                                              |
| Žatčany                  | Morava          | Brno-venkov         | Satschans                       |                                              |
| Žatec                    | Morava          | Jihlava             | Saatz                           |                                              |
| Žatec                    | Čechy           | Louny               | Saaz                            |                                              |
| Ždákov u Chrástu         | Čechy           | Písek               | Schdakow bei Chrast             | zaniklá osada u vesnice Chrást               |
| Ždákov u Starého Sedla   | Čechy           | Písek               | Schdakow bei Altsattel          | zaniklá osada vesnice Staré Sedlo            |
| Ždánice                  | Čechy           | Havlíčkův Brod      | Schdanitz                       |                                              |
| Ždánice                  | Morava          | Hodonín             | Steinitz                        |                                              |
| Ždánice                  | Čechy           | Kolín               | Schdanitz                       |                                              |
| Ždánice                  | Morava          | Žďár nad Sázavou    | Schdanitz                       |                                              |
| Ždánov                   | Čechy           | Domažlice           | Tannawa                         |                                              |
| Ždánov                   | Čechy           | Klatovy             | Zosum                           |                                              |
| Žďár                     | Morava          | Blansko             | Schdiar                         |                                              |
| Žďár                     | Čechy           | Jablonec nad Nisou  | Brand                           |                                              |
| Žďár                     | Čechy           | Jindřichův Hradec   | Schdiar                         |                                              |
| Žďár                     | Čechy           | Klatovy             | Brand                           |                                              |
| Žďár                     | Čechy           | Mladá Boleslav      | Schdiar                         |                                              |
| Žďár                     | Čechy           | Náchod              | Brand                           |                                              |
| Žďár                     | Čechy           | Písek               | Schdiar                         |                                              |
| Žďár                     | Čechy           | Plzeň-jih           | Brand                           |                                              |
| Žďár                     | Čechy           | Příbram             | Schdiar                         |                                              |
| Žďár                     | Čechy           | Semily              | Schdiar                         | u Levínské Olešnice                          |
| Žďár                     | Čechy           | Semily              | Schdiar                         | u Veselé                                     |
| Žďár nad Metují          | Čechy           | Náchod              | Brand                           |                                              |
| Žďár nad Orlicí          | Čechy           | Rychnov nad Kněžnou | Brand an der Adler              |                                              |
| Žďár nad Sázavou         | Morava          | Žďár nad Sázavou    | Saar                            |                                              |
| Žďár u Kumburku          | Čechy           | Semily              | Schdiar bei Kumburg             |                                              |
| Žďárec                   | Morava          | Brno-venkov         | Sdiaritz                        |                                              |
| Žďárec u Seče            | Čechy           | Chrudim             | Schdiaretz                      |                                              |
| Žďárec u Skutče          | Čechy           | Chrudim             | Schdaretz                       |                                              |
| Žďárek                   | Čechy           | Liberec             | Scharchen                       |                                              |
| Žďárky                   | Čechy           | Náchod              | Klein Brand                     |                                              |
| Žďárná                   | Morava          | Blansko             | Schdiarna                       |                                              |
| Žďárské Chalupy          | Čechy           | Písek               | Chaluppen ob Schdiar            |                                              |
| Žďáry                    | Čechy           | Rakovník            | Brand                           |                                              |
| Ždírec                   | Čechy           | Česká Lípa          | Siertsch, Sirtsch               |                                              |
| Ždírec                   | Čechy           | Havlíčkův Brod      | Sehrlenz                        |                                              |
| Ždírec                   | Čechy           | Jičín               | Schdiretz                       | osada obce Stará Paka                        |
| Ždírec                   | Čechy           | Jihlava             | Seelenz                         |                                              |
| Ždírec                   | Čechy           | Plzeň-jih           | Schdiretz                       |                                              |
| Ždírec nad Doubravou     | Čechy           | Havlíčkův Brod      | Zdiretz                         |                                              |
| Ždírecký Důl             | Čechy           | Česká Lípa          | Siertschergrund, Sirtschergrund | malá vesnice, v současnosti část obce Ždírec |
| Ždírnice                 | Čechy           | Trutnov             | Serenz                          |                                              |
| Ždov                     | Čechy           | Chomutov            | Gestob                          |                                              |
| Žebětín                  | Morava          | Brno-město          | Schebetein                      |                                              |
| Žebnice                  | Čechy           | Plzeň-sever         | Schebnitz                       |                                              |
| Žebrák                   | Čechy           | Beroun              | Bettlern                        |                                              |
| Žebrák                   | Čechy           | Příbram             | Schebrak                        |                                              |
| Žebrákov                 | Čechy           | Havlíčkův Brod      | Schebrakow                      |                                              |
| Žebrákov                 | Čechy           | Písek               | Schebrakow                      |                                              |
| Žebrákov                 | Čechy           | Příbram             | Schebrakow                      |                                              |
| Žebráky                  | Čechy           | Tachov              | Petlarn                         |                                              |
| Žehrov                   | Čechy           | Mladá Boleslav      | Schechrow                       |                                              |
| Žehuň                    | Čechy           | Kolín               | Schehun                         |                                              |
| Žehušice                 | Čechy           | Kutná Hora          | Schuschitz                      |                                              |
| Želatovice               | Morava          | Přerov              | Schelatowitz                    |                                              |
| Želčany                  | Čechy           | Plzeň-město         | Seltschan                       |                                              |
| Želeč                    | Čechy           | Jablonec nad Nisou  | Scheletsch                      |                                              |
| Želeč                    | Morava          | Prostějov           | Zeltsch                         |                                              |
| Želeč                    | Čechy           | Tábor               | Scheletsch                      |                                              |
| Želeč                    | Čechy           | Žatec               | Seltsch                         |                                              |
| Želechovice              | Morava          | Olomouc             | Schelechowitz                   |                                              |
| Želechovice nad Dřevnicí | Morava          | Zlín                | Schelechowitz an der Drewnitz   |                                              |
| Želechy                  | Čechy           | Semily              | Schelech                        |                                              |
| Želejov                  | Čechy           | Jičín               | Schelejow                       |                                              |
| Želejov                  | Čechy           | Semily              | Schellejow                      |                                              |
| Želenice                 | Čechy           | Kladno              | Schelenitz                      |                                              |
| Želenice                 | Čechy           | Most                | Selnitz                         |                                              |
| Želénky                  | Čechy           | Teplice             | Schelenken                      |                                              |
| Želešice                 | Morava          | Brno-venkov         | Schöllschitz                    |                                              |
| Želetava                 | Morava          | Žďár nad Sázavou    | Selletau                        |                                              |
| Želetice                 | Morava          | Hodonín             | Schelletitz                     |                                              |
| Želetice                 | Morava          | Znojmo              | Selletitz                       |                                              |
| Želevčice                | Čechy           | Kladno              | Schelewtschitz                  |                                              |
| Želevice                 | Čechy           | Louny               | Schellowitz                     |                                              |
| Železná                  | Čechy           | Beroun              | Eisendorf                       |                                              |
| Železná Huť              | Čechy           | Plzeň-jih           | Eisenhütte                      | osada města Nepomuk                          |
| Železná Ruda             | Čechy           | Klatovy             | Eisenstein                      |                                              |
| Železné                  | Morava          | Brno-venkov         | Schelesna                       |                                              |
| Železné Horky            | Čechy           | Havlíčkův Brod      | Eisenberg                       |                                              |
| Železnice                | Čechy           | Jičín               | Eisenstadtel                    |                                              |
| Železný Brod             | Čechy           | Jablonec nad Nisou  | Eisenbrod                       |                                              |
| Železný Újezd            | Čechy           | Plzeň-jih           | Eisenaujest                     |                                              |
| Želí                     | Čechy           | Hradec Králové      | Schell                          |                                              |
| Želibořice               | Čechy           | Prachatice          | Scheliborschitz                 |                                              |
| Želiv                    | Čechy           | Pelhřimov           | Seelau                          |                                              |
| Želivec                  | Čechy           | Kutná Hora          | Klein Seelau                    |                                              |
| Želivec                  | Čechy           | Praha-východ        | Scheliwetz                      |                                              |
| Želivsko                 | Morava          | Svitavy             | Selsen                          |                                              |
| Želízy                   | Čechy           | Mělník              | Schelesen                       |                                              |
| Želkovice                | Čechy           | Beroun              | Schelkowitz                     |                                              |
| Želkovice                | Čechy           | Hradec Králové      | Schelkowitz                     |                                              |
| Želkovice                | Čechy           | Louny               | Schelkowitz                     |                                              |
| Želnava                  | Čechy           | Prachatice          | Salnau                          |                                              |
| Želvice                  | Čechy           | Plzeň-jih           | Schelwitz                       |                                              |
| Žemličkova Lhota         | Čechy           | Příbram             | Schemlik-Lhota                  |                                              |
| Ženklava                 | Morava          | Nový Jičín          | Senftleben                      |                                              |
| Žeranovice               | Morava          | Kroměříž            | Scheranowitz                    |                                              |
| Žeravice                 | Morava          | Hodonín             | Scherawitz                      |                                              |
| Žeravice                 | Morava          | Přerov              | Scherawitz                      |                                              |
| Žeraviny                 | Morava          | Hodonín             | Scherawin                       |                                              |
| Žerčice                  | Čechy           | Mladá Boleslav      | Schertschitz                    |                                              |
| Žeretice                 | Čechy           | Jičín               | Scheretitz                      |                                              |
| Žermanice                | Slezsko         | Frýdek-Místek       | Schermanitz                     |                                              |
| Žernov                   | Čechy           | Náchod              | Schernau                        |                                              |
| Žernov                   | Čechy           | Semily              | Schernow                        |                                              |
| Žernovice                | Čechy           | Prachatice          | Schernowitz                     |                                              |
| Žernovka                 | Čechy           | Praha-východ        | Schernowka                      |                                              |
| Žernovník                | Morava          | Blansko             | Schirnik Scherownik             |                                              |
| Žernůvka                 | Morava          | Brno-venkov         | Schernuwka                      |                                              |
| Žerotice                 | Morava          | Znojmo              | Zierotitz                       |                                              |
| Žerotín                  | Čechy           | Louny               | Scherotin                       |                                              |
| Žerotín                  | Morava          | Olomouc             | Scherotein                      |                                              |
| Žerovice                 | Čechy           | Plzeň-jih           | Scherowitz                      |                                              |
| Žerůtky                  | Morava          | Blansko             | Scherutek                       |                                              |
| Žerůtky                  | Morava          | Znojmo              | Scherutka                       |                                              |
| Žerůvky                  | Morava          | Olomouc             | Scheruwek                       |                                              |
| Žešov                    | Morava          | Prostějov           | Scheschow                       |                                              |
| Žežice                   | Čechy           | Příbram             | Scheschitz                      |                                              |
| Žežice                   | Čechy           | Ústí nad Labem      | Seesitz                         |                                              |
| Žhery                    | Čechy           | Kolín               | Scher                           |                                              |
| Žibkov                   | Čechy           | Benešov             | Schibkau                        |                                              |
| Žibřidice                | Čechy           | Liberec             | Seifersdorf                     |                                              |
| Žibřidovice              | Čechy           | Benešov             | Schibridowitz                   |                                              |
| Židenice                 | Morava          | Brno-město          | Schimitz                        |                                              |
| Židlochovice             | Morava          | Brno-venkov         | Groß Seelowitz Seelowitz        |                                              |
| Židněves                 | Čechy           | Mladá Boleslav      | Judendorf                       |                                              |
| Židovice                 | Čechy           | Jičín               | Schidowitz                      |                                              |
| Židovice                 | Čechy           | Litoměřice          | Schidowitz                      |                                              |
| Židovice                 | Čechy           | Most                | Seidowitz                       |                                              |
| Žihle                    | Čechy           | Plzeň-sever         | Scheles                         |                                              |
| Žihobce                  | Čechy           | Klatovy             | Schihobetz                      |                                              |
| Žichlice                 | Čechy           | Plzeň-sever         | Schichlitz                      |                                              |
| Žichlínek                | Čechy a Morava  | Ústí nad Orlicí     | Sichelsdorf                     |                                              |
| Žichov                   | Čechy           | Teplice             | Schichow                        |                                              |
| Žíchovec                 | Čechy           | Prachatice          | Schichowetz                     |                                              |
| Žichovice                | Čechy           | Klatovy             | Schichowitz                     |                                              |
| Žíka                     | Čechy           | Pardubice           | Schika                          |                                              |
| Žikov                    | Čechy           | Klatovy             | Weißschlössel                   |                                              |
| Žilín                    | Morava          | Zlín                | Silin                           | osada vesnice Kladná Žilín                   |
| Žilina                   | Čechy           | Kladno              | Schillin                        |                                              |
| Žilina                   | Morava          | Nový Jičín          | Söhle                           |                                              |
| Žilov                    | Čechy           | Plzeň-sever         | Schillhof                       |                                              |
| Žim                      | Čechy           | Teplice             | Schima                          |                                              |
| Žimutice                 | Čechy           | České Budějovice    | Schimutitz                      |                                              |
| Žíňánky                  | Čechy           | Benešov             | Klein Schinian                  |                                              |
| Žíňany                   | Čechy           | Benešov             | Groß Schinian                   |                                              |
| Žinice                   | Čechy           | Benešov             | Schinitz                        |                                              |
| Žinkovy                  | Čechy           | Plzeň-jih           | Schinkau                        |                                              |
| Žipotín                  | Morava          | Svitavy             | Seibelsdorf                     |                                              |
| Žírec                    | Čechy           | Prachatice          | Schiretz                        |                                              |
| Žírovice                 | Čechy           | Cheb                | Schirmitz                       |                                              |
| Žirov                    | Čechy           | Pelhřimov           | Schirow                         |                                              |
| Žirovnice                | Čechy           | Pelhřimov           | Serowitz                        |                                              |
| Žíšov                    | Čechy           | Kutná Hora          | Schischow                       |                                              |
| Žíšov                    | Čechy           | Tábor               | Schischow                       |                                              |
| Žíteč                    | Čechy           | Jindřichův Hradec   | Sichs                           |                                              |
| Žitenice                 | Čechy           | Litoměřice          | Schüttenitz                     |                                              |
| Žitětín                  | Čechy           | Jičín               | Schitietin                      |                                              |
| Žítková                  | Morava          | Uherské Hradiště    | Schitkowa                       |                                              |
| Žitná                    | Čechy           | Prachatice          | Schittna                        |                                              |
| Žitovlice                | Čechy           | Nymburk             | Schitowlitz                     |                                              |
| Živanice                 | Čechy           | Pardubice           | Schiwanitz                      |                                              |
| Živina                   | Čechy           | Rychnov nad Kněžnou | Schiwin                         | osada vesnice Dobré                          |
| Živohošť                 | Čechy           | Benešov             | Schiwohoscht                    |                                              |
| Živonín                  | Čechy           | Mělník              | Schiwonin                       |                                              |
| Životice                 | Čechy           | Plzeň-jih           | Schiwotitz                      |                                              |
| Životice                 | Čechy           | Příbram             | Schiwotitz                      |                                              |
| Žizníkov                 | Čechy           | Česká Lípa          | Schiessnitz                     |                                              |
| Žíželeves                | Čechy           | Hradec Králové      | Wurmsdorf                       |                                              |
| Žiželice                 | Čechy           | Kolín               | Schischelitz                    |                                              |
| Žižice                   | Čechy           | Kladno              | Schischitz                      |                                              |
| Žižín                    | Čechy           | Pardubice           | Schischin                       |                                              |
| Žižkov                   | Čechy           | hl. m. Praha        | Veitsberg                       |                                              |
| Žižkovec                 | Čechy           | Hradec Králové      | Schischkowetz                   |                                              |
| Žižkovo Pole             | Čechy           | Havlíčkův Brod      | Zischkafeld                     |                                              |
| Žlábek                   | Čechy           | Semily              | Schlapek                        |                                              |
| Žlebská Lhotka           | Čechy           | Chrudim             | Schleber Lhotka                 |                                              |
| Žlebské Chvalovice       | Čechy           | Chrudim             | Schleber Chwalowitz             |                                              |
| Žleby                    | Morava          | Brno-venkov         | Schlep                          |                                              |
| Žleby                    | Čechy           | Kutná Hora          | Schleb                          |                                              |
| Žlíbek                   | Čechy           | Klatovy             | Rindlau                         |                                              |
| Žloukovice               | Čechy           | Beroun              | Schlaukowitz                    |                                              |
| Žlunice                  | Čechy           | Jičín               | Schlunitz                       |                                              |
| Žlutava                  | Morava          | Zlín                | Schlutawa                       |                                              |
| Žlutice                  | Čechy           | Karlovy Vary        | Luditz                          |                                              |
| Žofina Huť               | Čechy           | Jindřichův Hradec   | Sophienwald                     |                                              |
| Žopy                     | Morava          | Kroměříž            | Schop                           |                                              |
| Žumberk                  | Čechy           | Chrudim             | Schumberg                       |                                              |
| Žumberk                  | Čechy           | České Budějovice    | Sonnberg                        |                                              |
| Županovice               | Morava          | Jindřichův Hradec   | Zoppanz                         |                                              |
| Županovice               | Čechy           | Příbram             | Schupanowitz                    |                                              |